# Flavius Promotus
Flavius Promotus, décédé en 392, est un officier et un consul de l'Empire romain.

## Biographie
Une inscription latine, confirme l'historicité de Flavius Promotus.

### Carrière militaire
Flavius Promotus exerce en Afrique une fonction militaire en 386, qui pourrait être celle de comte selon l’historien Otto Seeck.
Il devint cette même année magister peditum per Thracias. À l'automne, Promotus défait près de l'embouchure du Danube le roi des Goths Greuthunges Odotheus, qui avait tenté de franchir le fleuve avec 3 000 guerriers, pour fuir l’avancée des Huns. Cette victoire est célébrée le 12 octobre 386 par l'empereur Théodose et Arcadius à Constantinople lors d'un triomphe. Une colonne commémorative est érigée sur le forum Tauri dans la capitale de l'Empire romain d'Orient.
En 388, Promotus est élevé à la dignité de magister equitum praesentalis. Il commande les troupes aux côtés de Timasius lors de la campagne victorieuse de Théodose contre l'usurpateur Maxime. En récompense, les deux généraux sont nommés consuls pour l'année 389,.
Promotus exerce les fonctions de magister militum avec les deux autres prasentales, Stilicon et Timasius. En 391, il commande les troupes romaines dans les Balkans.
Ami avec le général Bauto, il recueille sa fille Eudoxie après le décès de celui-ci en 388.

### Assassinat
Au cours d'un conseil, il gifle le maître des offices Flavius Rufinus qui l’avait insulté. Rufinus rend compte de l'incident à l’empereur Théodose et obtient la disgrâce de son rival. Promotus est envoyé en Thrace. Selon Zosime, Rufin aurait soudoyé des Goths qui suivent Promotus et le tuent en 392,.

## Famille
Promotus avait pour épouse une femme nommée Marcia et deux fils qui furent élevés avec les enfants de l’empereur. Pour se venger de l’assassinat de leur père, ils aidèrent l’eunuque Eutrope à contrecarrer les plans de Rufinus qui cherchait à marier sa propre fille à l’empereur Arcadius. En 395 celui-ci épouse Eudoxie, qui avait été recueillie par Promotus après la mort de son père, le général franc Bauto.